# 長明寺

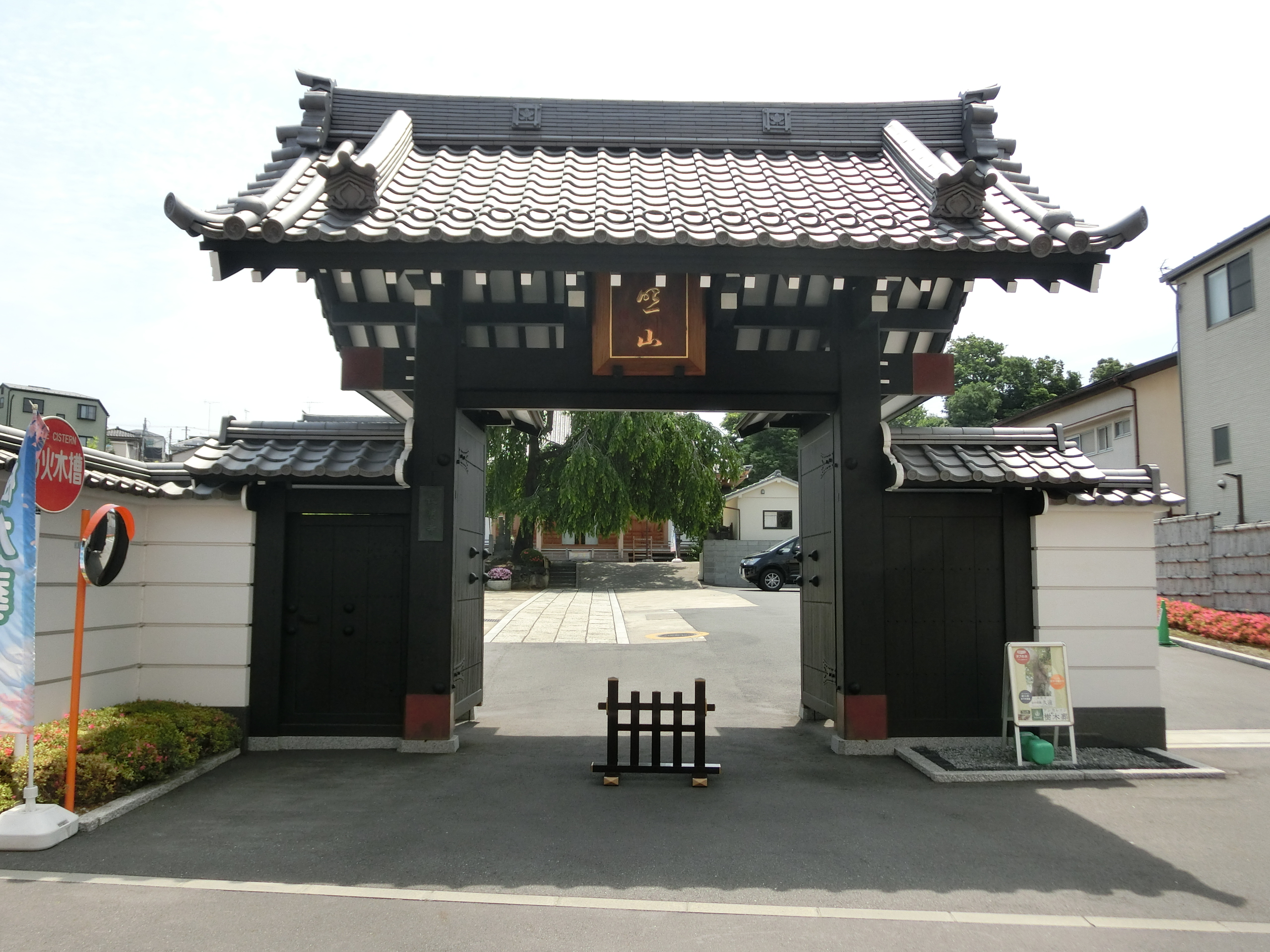
長明寺

長明寺（ちょうみょうじ）は、東京都台東区谷中にある日蓮宗の寺院。山号は日照山。旧本山は大本山本圀寺(六条門流)、池上・土富店法縁。境内には会津藩士平田門十郎二女蝶子の墓所がある。春には枝垂れ桜で知られる。

## 歴史
慶長14年（1609年）蓮光院殿日照禅尼（志村八兵衛尉夫の妻）を開基、在天院日長（元和6年（1620年）没）を開山に創建された。大正年間（1912年－1926年）には付近の谷中正運寺（慶長5年（1600年）創建）を合併した。

## 境内
- 本堂
- 山門
- 鐘楼　江戸鋳物師の椎名伊予良寛作とされ、天和2年（1682年）屋代安次が寄進したもの。（台東区指定文化財）

## 交通アクセス
- 日暮里駅より徒歩約5分（経路案内）。
- 千代田線千駄木駅より徒歩約7分（経路案内）。

## 参考資料
- 日蓮宗寺院大鑑編集委員会『宗祖第七百遠忌記念出版 日蓮宗寺院大鑑』大本山池上本門寺 (1981年)
- 御府内寺社備考